# Duleep Trophy 2016/17
Die Duleep Trophy 2016/17 war die 55. Ausgabe des indischen First-Class-Cricket-Wettbewerbes.

## Vorgeschichte
Nachdem in der Saison 2015/16 keine Duleep Trophy ausgetragen wurde, wurde zur neuen Saison das Format geändert. Zuvor wurden Regionale Teams von regionalen Auswahl-Komitees zusammengestellt, während nun gesamtstaatliche Komitees die Teams zusammenstellen. Auch wurde entschieden die Spiele mit einem pinken Cricketball in Tag-/Nacht-Situationen auszutragen, um eine Überprüfung dieser Art von Spielen für Tests auf dem indischen Subkontinent zu ermöglichen.

## Format
Die Mannschaften spielen in einer Gruppe gegen jede andere Mannschaft. Die beiden Erstplatzierten spielen anschließend im Finale den Gewinner des Wettbewerbes aus.

## Stadion
Die Spiele werden in einem neutralen Stadion ausgetragen.
| Stadion                             | Stadt         | Kapazität |
| ----------------------------------- | ------------- | --------- |
| Greater Noida Sports Complex Ground | Greater Noida | 40.000    |

## Kaderlisten
Die Kader wurden am 11. August 2016 bekanntgegeben.
| First-Class | First-Class | First-Class |
| India Blue | India Green | India Red |
| --- | --- | --- |
| - Gautam Gambhir (K) - Mayank Agarwal - Sheldon Jackson Baba Aparajith - Krishna Das - Dinesh Karthik (wk) - Siddhesh Lad - K Monish - Cheteshwar Pujara - Parvez Rasool - Mohit Sharma - Pankaj Singh - Shardul Thakur - Hanuma Vihari - Suryakumar Yadav | - Suresh Raina (K) - Jasprit Bumrah - Ambati Rayudu - Ashok Dinda - Shreyas Gopal - Rajat Paliwal - Parthiv Patel (wk) - Rohan Prem - Ankit Rajpoot - Jalaj Saxena - Sandeep Sharma - Harbhajan Singh - Ian Dev Singh - Robin Uthappa - M Vijay | - Yuvraj Singh (K) - M Ashwin - Ankush Bains (wk) - KS Bharat - Sudip Chatterjee - Arun Karthik - Abhimanyu Mithun - Abhinav Mukund - Ishwar Pandey - Nitish Rana - Anureet Singh - Gurkeerat Singh - Nathu Singh - Akshay Wakhare - Kuldeep Yadav |

## Resultate

### Gruppenphase
Tabelle
Die Tabelle der Saison nahm am Ende die nachfolgende Gestalt an.
| Teams       | Sp. | S | N | U | R | A | DWF | DTF | DLF | ND | BP | Ded | Punkte | Q     |
| ----------- | --- | - | - | - | - | - | --- | --- | --- | -- | -- | --- | ------ | ----- |
| India Red   | 2   | 1 | 0 | 0 | 0 | 0 | 0   | 0   | 0   | 1  | 0  | 0   | 7      | 1.134 |
| India Blue  | 2   | 0 | 0 | 0 | 0 | 0 | 1   | 0   | 0   | 1  | 0  | 0   | 4      |       |
| India Green | 2   | 0 | 1 | 0 | 0 | 0 | 0   | 0   | 1   | 0  | 0  | 0   | 1      | 0.601 |

Sieg: 6 Punkte; Remis: 0 Punkte
Spiele
| 23. – 26. August Scorecard | Greater Noida | India Red 161 (48.2) & 486 (116.5) | – | India Green 151 (45.4) & 277 (56.2) |
|                            |               | India Red gewinnt mit 219 Runs     |   |                                     |

| 29. August – 1. September Scorecard | Greater Noida | India Blue 285-5 (78.2) | – | India Red |
|                                     |               | Remis                   |   |           |

| 4. – 7. September Scorecard | Greater Noida | India Blue 707 (176.3) & 298 (66.2) | – | India Green 237 (61) & 179-4 (34) |
|                             |               | Remis                               |   |                                   |

### Finale
| 10. – 14. September Scorecard | Greater Noida | India Blue 693-6d (168.2) & 179-5d (45) | – | India Red 356 (98.1) & 161 (44.1) |
|                               |               | India Blue gewinnt mit 355 Runs         |   |                                   |